# Diethylsulfid
Diethylsulfid ist eine chemische Verbindung aus der Gruppe der organischen Sulfide und Thioether.

## Gewinnung und Darstellung
Diethylsulfid wird durch die Reaktion von Ethanol mit konzentrierter Schwefelsäure und partielle Neutralisation der entstehenden Lösung mit Natriumcarbonat und anschließende Abdestillierung von Natriumethylsulfat in einer Lösung, die Magnesiumsulfid enthält, gewonnen.

## Eigenschaften
Diethylsulfid ist eine leichtentzündliche, leicht flüchtige, farblose Flüssigkeit mit knoblauchähnlichem Geruch. In Wasser und Hitze zersetzt sie sich, wobei Schwefeloxide, Kohlenmonoxid und Kohlendioxid entstehen.

## Verwendung
Diethylsulfid wird als Lösungsmittel für Minerale und in Beschichtungsbädern für Gold und Silber verwendet.

## Sicherheitshinweise
Die Dämpfe von Diethylsulfid können mit Luft ein explosionsfähiges Gemisch (Flammpunkt −10 °C) bilden.